# دارواش رنگی‌پوش
دارواش رنگی‌پوش (نام علمی: Lysiana exocarpi) نام یک گونه از سرده لیسیانا است.